# Conquista portuguesa do Reino de Jafanapatão
A conquista portuguesa do Reino de Jafanapatão ocorreu após a chegada dos portugueses em 1505 ao Reino de Cota, no sudoeste do atual Sri Lanka. Muitos dos reis de Jafanapatão, como Cankili I, começaram por entrar em confronto com os portugueses em reação às diversas tentativas de conversão dos locais ao catolicismo, embora posteriormente tivesse sido estabelecida a paz. 
Por volta de 1591, os portugueses instalaram no trono o rei Ethirimanna Cinkam. Apesar de se tratar de um cliente, o rei ofereceu resistência à atividade missionária e auxiliou o Reino de Candia na tentativa de obter apoio militar da Índia do Sul. O usurpador Cankili II ofereceu resistência à suserania portuguesa, tendo sido deposto e enforcado por Filipe de Oliveira em 1619. O reino passou a ser governado pelos portugueses, período em que grande parte da população se converteu ao cristianismo. A carga excessiva de impostos levaria a que grande parte dos residentes abandonasse as principais regiões do antigo império, o que provocou a diminuição da população. O reino permaneceu em posse portuguesa até à conquista pelos holandeses em 1658.

## Antecedentes
Os portugueses chegaram ao Sri Lanka em 1505, tendo realizado as primeiras incursões militares no Reino de Cota, na costa sudoeste da ilha. Este reino desfrutava de um lucrativo monopólio sobre o comércio de especiarias, o qual era do interesse dos portugueses. O reino de Jafanapatão suscitou o interesse das autoridades portuguesas em Colombo por diversos motivos, entre os quais a presença de mercados lucrativos e a interferência das autoridades locais com as atividades missionárias na região, que se assumia serem apoiantes dos interesses portugueses. Para além disso, vários dos líderes tribais de Jafanapatão apoiavam diversas fações tribais no interior do Reino de Cota que se opunham à presença portuguesa. Em finais do século XVI, os portugueses tinham já influência consolidada nas cortes dos reinos de Candia e de Cota, conseguindo que os respetivos reis subjugassem diversos líderes tribais. Os portugueses receavam ainda que, devido à sua localização estratégica, o Reino de Jafanapatão viesse a ser escolhido como local de desembarque para incursões holandeses. O Reino de Jafanapatão era também uma plataforma logística fundamental do Reino de Candia, situado nos planaltos do interior da ilha e sem acesso a portos marítimos. Embora Candia tivesse obtido acesso aos portos Tâmil de Trincomalee e Baticaloa na costa oriental, a península de Jafanapatão era estrategicamente superior enquanto porto de entrada para o apoio militar proveniente do Sul da Índia.

## Estado-cliente

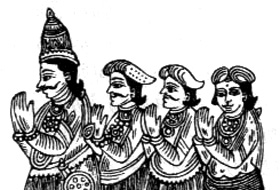
Membros da família real de Jafanapatão. Da esquerda para a direita: Cinkai Arya Cakravarti Pararacacekaran (VI) 1478-1519, Paddaththukkuriya Ilavarasan Pandaram, Ilavarasan Paranirupasingan, Cinkai Arya Cakravarti Cankili Raja (I) Cekaracacekaran (VII) 1519-1561

Apesar de estarem presentes em vários dos reinos da ilha, os portugueses não tinham ainda realizado qualquer incursão no Reino de Jafanapatão. O rei Cankili I de Jafanapatão (r. 1519–1561) oferecia resistência ao contacto com os portugueses, tendo inclusive ordenado em 1544 o massacre de entre 600 e 700 paravás católicos na ilha de Manar, que tinham sido trazidos da Índia para tomar posse da lucrativa pesca de pérolas no Reino de Jafanapatão.

### Campanha de 1560
Em 1560, e como retaliação a este massacre, os portugueses organizaram a primeira expedição militar com o intuito de reclamar a posse do território, tendo sido liderada pelo vice-rei da Índia Constantino de Bragança. O exército invadiu a península de Jafanapatão, expulsando o monarca para os territórios a sul. O rei ofereceu a sua submissão ao exército português, mas rapidamente tirou partido do seu regresso para organizar uma bem-sucedida revolta que obrigaria à retirada dos portugueses. Após esta derrota, o exército português só voltaria a controlar novamente a península em 1591. No entanto, apesar de ter fracassado na sua missão em subjugar o reino, o exército capturou para a posse portuguesa a ilha de Manar e apoderou-se do tesouro do reino, entre o qual estava a alegada relíquia do dente de Buda. Embora as circunstâncias sejam pouco claras, há registos de que em 1582 o Reino de Jafanapatão pagava um tributo aos portugueses de dez elefantes ou o equivalente em dinheiro.

### Campanha de 1591
Em 1591, o rei Puvirasa Pandaram de Jafanapatão lança um ataque às posições portuguesas em Manar. Durante os confrontos, liderados do lado português pelo capitão André Furtado de Mendonça, o rei e a sua mulher foram mortos e as forças portuguesas apoderam-se finalmente de Jafanapatão. No trono é instalado o filho do rei, Ethirimanna Cinkam (r. 1591–1617), iniciando assim o período em que o Reino de Jafanapatão se torna um Estado cliente de Portugal. As condições impostas ao novo rei obrigaram a que os missionários católicos tivessem total liberdade de ação, que fosse oferecido aos portugueses o monopólio da exportação de elefantes e o aumento do valor do tributo pago a Portugal.
Em 1593 existiam apenas dois governos na ilha de Ceilão: o Reino de Candia e os territórios dominados pelos portugueses. É neste contexto que as forças portuguesas apoiam as pretensões do usurpador ao trono de Candia Darmapala de Cota, com o intuito de poder impor um governo favorável em toda a ilha. A partir de 1593 e ao longo dos reinados de Vimaladarmasuria I (1590-1604) e Senarate (1604–35), o rei de Jafanapatão prestou discretamente apoio ao Reino de Candia no sentido de assegurar auxílio da Índia do Sul para a resistência aos portugueses. O rei, no entanto procurou manter a autonomia do reino sem nunca ter provocado abertamente os portugueses.

## Conquista de Jafanapatão, 1619
Cinkam I morre em 1617, tendo nomeado um regente para lhe suceder na administração do reino. Este regente veio a ser assassinado por um usurpador, Cankili II, ocupando assim o trono. Incapaz de assegurar o consentimento português da legitimidade do seu reinado, Cankili II procurou apoio militar no Reino Nayak de Thanjavur e permitiu que os corsários de Malabar ocupassem uma base em Neduntivu. A presença destes corsários constituía uma ameaça às rotas de navegação portuguesas ao longo do Estreito de Palk.
Por volta de junho de 1619, o capitão-geral Constantino de Sá de Noronha, organizou duas novas expedições: uma expedição naval que foi repelida pelos corsários de Malabar e uma expedição por terra liderada por Filipe de Oliveira com um exército de 130 soldados portugueses e 3000 lascarins.
Ao chegar à aldeia de Ponerim, Filipe de Oliveira entrou em contacto com o rei Cankili e, com a ajuda de alguns barcos enviados pelos mercadores e casados portugueses residentes na cidade de Jafanapatão, começou a atravessar o estreito com as suas tropas. Oito dias depois, encontravam-se todos na cidade de Jafanapatão. No dia seguinte, Filipe de Oliveira dirigiu-se à ilha de Cardiva para encontrar-se ali com o capitão de Manar mas os dois oficiais entraram em discórdia pois o capitão de Manar considerava pertencer-lhe a ele a jurisdição sobre o Reino de Jafanapatão. Não obstante, os dois enviaram à comunidade portuguesa de Negapatão um pedido de voluntários e navios e separam-se depois. Filipe de Oliveira regressou a Jafanapatão e o capitão de Manar partiu a buscar as suas tropas.
No dia seguinte deu-se uma vistoria à tropas em Jafanapatão e a meio chegou o capitão de Manar com um estandarte desfraldado, o que causou escândalo entre as tropas mas o capitão Filipe de Oliveira logrou apaziguar os ânimos.
De Jafanapatão os portugueses partiram em direcção a Nallur e, perto do palmeiral de Wannarponnai entraram em confronto com as tropas de Cankili mas estas foram rechaçadas. Filipe de Oliveira regressou a Jafanapatão com as suas tropas e na cidade recebeu informação que o rei Cankili tentara fugir por mar mas encontrava-se retido em Parittiturai. Alguns navios foram enviados em sua perseguição e em pleno golfo a família real de Janapatão foi capturada.
O rei e todos os sobreviventes da família real foram capturados e levados para Goa. Cankili II foi enforcado, enquanto que aos restantes foi exigido que se tornassem monges ou freiras, uma vez que o celibato asseguraria que não houvesse no futuro novos pretendentes ao trono de Jafanapatão.
À época, a posse da região a sul do Passo do Elefante era reivindicada pelo Reino de Candia, cujas tropas se envolviam em confrontos frequentes com os portugueses na península a norte. Os filhos da consorte do rei Senarate, Vijayapala e Kumarasinge, eram casados com princesas de Jafanapatão. Após a capitulação de Jafanapatão para os portugueses, o rei Senarate enviou para a cidade um exército de 10 000 homens sob o comando de Mudaliyar Atapatu. Os portugueses retiraram e o exército de Candia ocupou Jafanapatão. No entanto, o general português Constantino de Sá de Noronha reuniu reforços em Colombo, derrotou o exército de Atapatu e recapturou Jafanapatão. De acordo com as fontes portuguesas e holandesas, a última batalha pela posse de Jafanapatão foi travada entre o rei de Candia e as forças portuguesas.

## Governo português (1619-1658)

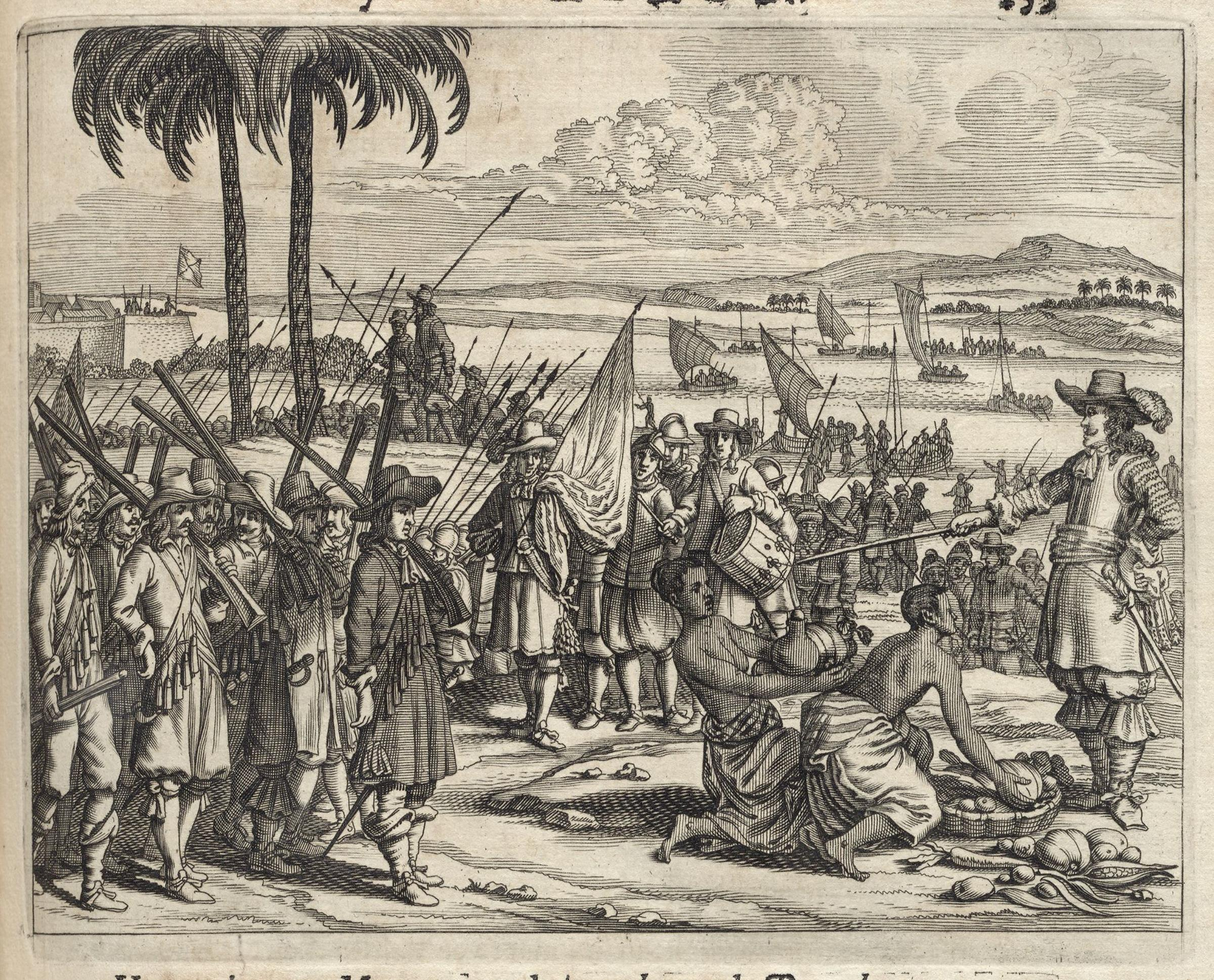
Conquista de Jafanapatão pelos holandeses em 1658, após dois meses de cerco às forças portuguesas

Ao longo dos quarenta anos seguintes, desde 1619 até à captura holandesa da Fortaleza de Jafanapatão em 1658, ocorreram três revoltas contra o domínio português, duas delas lideradas por Migapulle Arachchi. Durante este período, os portugueses destruíram vários templos hindus e a biblioteca de Nalur, o repositório real de todas as publicações literárias do reino. Devido à elevada carga fiscal, o número de habitantes entrou em declínio, tendo muitos emigrado para Ramanatapuram na Índia e para os territórios Vanni mais a sul. A conquista também teve impacto negativo no comércio externo, criando dificuldades no pagamento das importações de produtos essenciais. Os elefantes, o principal produto de exportação de Jafanapatão, eram trocados por nitrato de potássio com vários reinos indianos ou enviados para Lisboa.

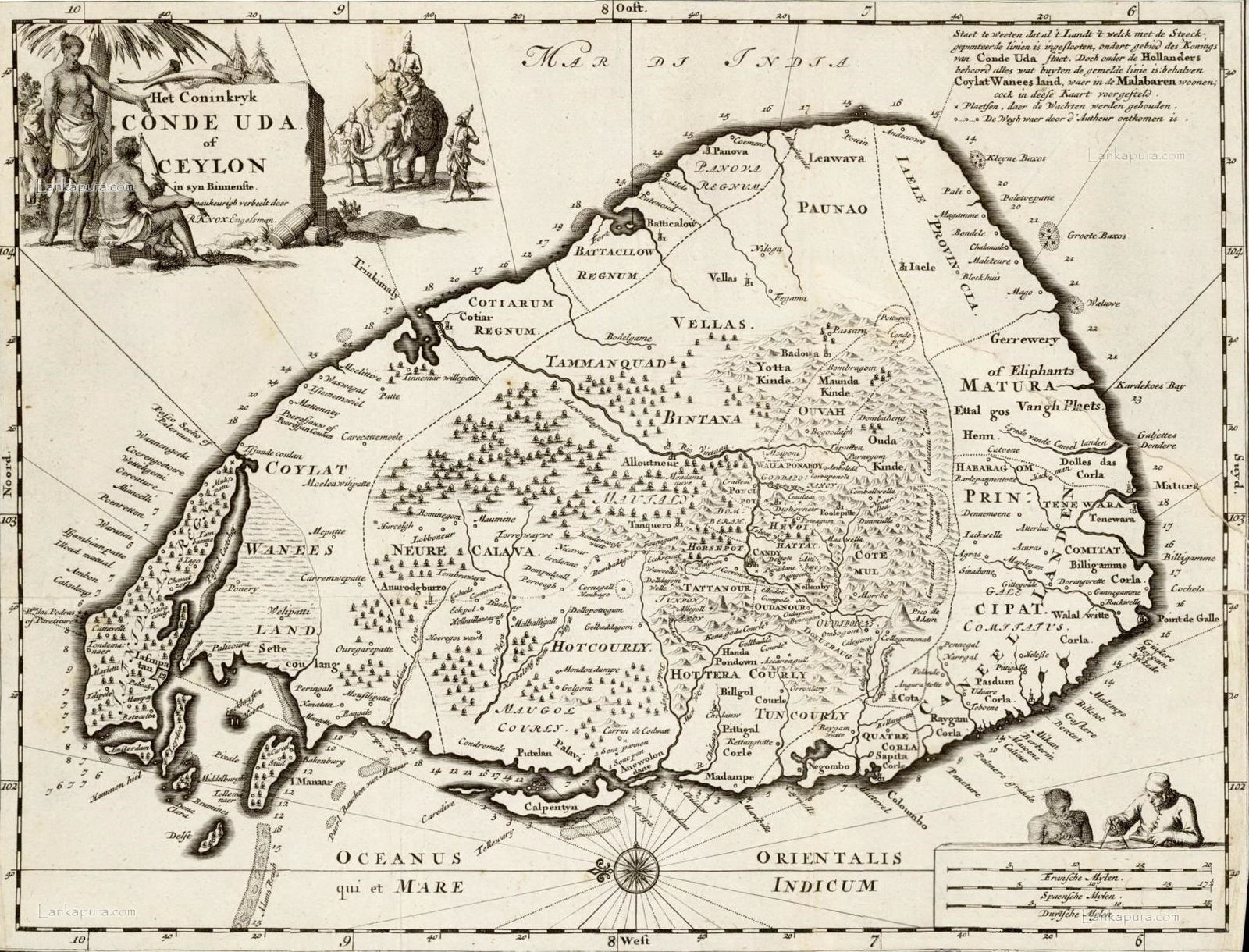
Seri Lanca em 1681, com o reino de Jafanapatão (à esquerda) já na posse holandesa

Nas palavras de Fernão de Queiroz, o principal cronista da era colonial portuguesa no Seri Lanca, durante a época de domínio português a população da península de Jafanapatão foi reduzida à miséria. Ao escrever na época sobre as fronteiras do reino, o cronista refere que o reino não se encontrava confinado ao pequeno distrito da península de Jafanapatão, englobando também as regiões adjacentes na Província do Norte. Estas terras denominavam-se Vani, que se dizia ser o nome do suserano a quem os locais prestavam tributo antes da posse portuguesa. Estas terras eram separadas da península por rio de água salgada e ligadas apenas pelo istmo do Passo do Elefante. A península era formada pelas terras de Baligamo, Bedamarache e Pachalapali. A fronteira a sul estendia-se desde a cidade de Manar até Trincomali. Isto indica que, antes da capitulação aos portugueses, os reis de Jafanapatão tinham jurisdição sobre um vasto território que corresponde na atualidade à Província do Norte e a parte da metade norte da Província do Leste. Todos estes territórios foram reivindicados pelos portugueses durante a conquista.